# Maria Reining

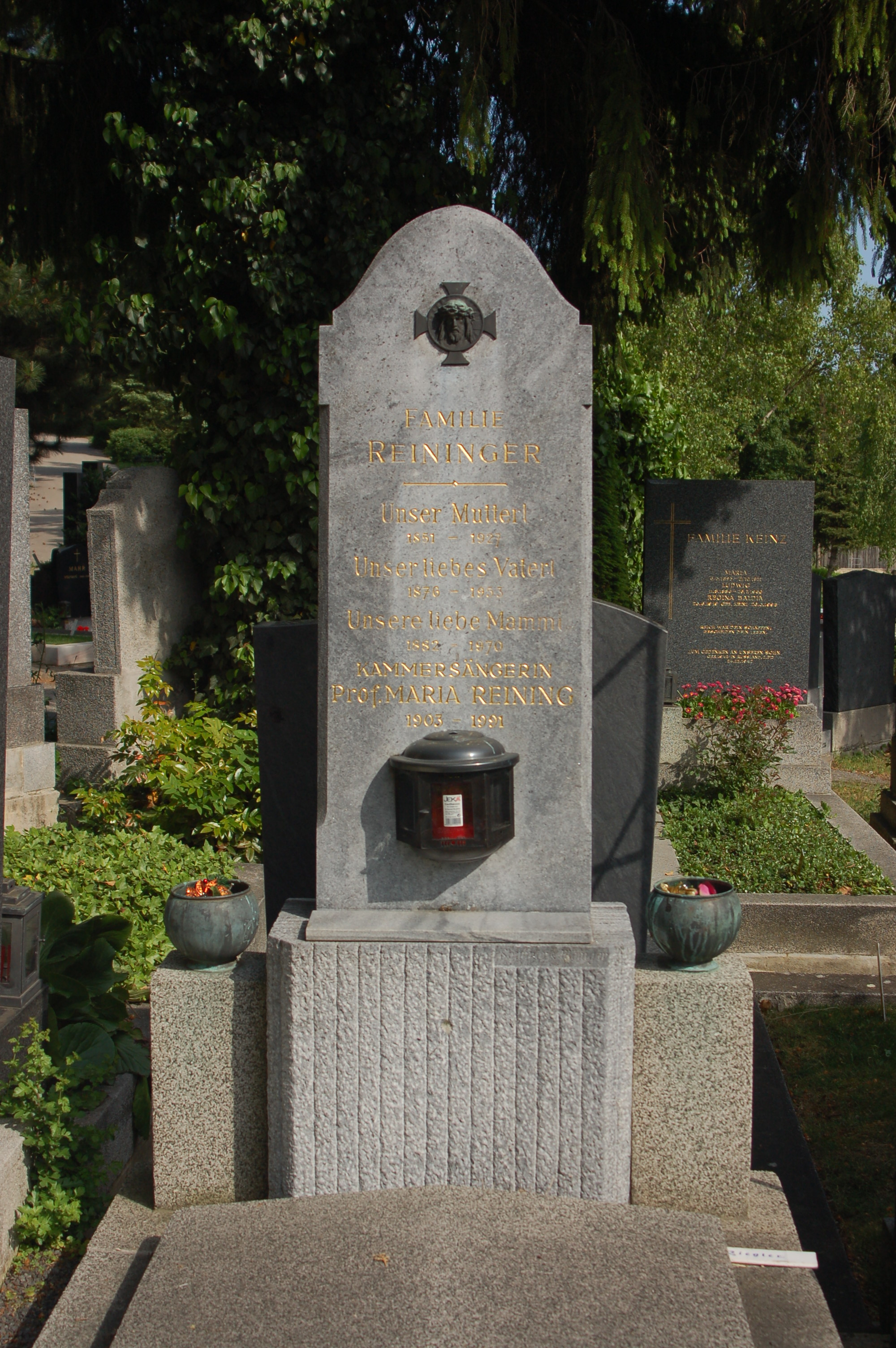
Grabmal von Maria Reining auf dem Dornbacher Friedhof

Maria Reining (* 7. August 1903 in Wien, Österreich-Ungarn; † 11. März 1991 in Deggendorf) war eine österreichische Opernsängerin (Sopran).

## Leben
Reining arbeitete zunächst als Angestellte in der Devisenabteilung einer Wiener Bank. Erst mit 28 Jahren begann sie 1931 ihre Sängerkarriere an der Wiener Staatsoper, überwiegend in Soubrettenpartien. Zwei Jahre später wechselte sie nach Darmstadt und dann an die Münchner Staatsoper, wo sie unter Hans Knappertsbusch als Elsa in Lohengrin von Richard Wagner debütierte. 1937 folgte sie Knappertsbusch an die Wiener Staatsoper, wo sie ein zweites Mal in der Rolle der Elsa debütierte.
Maria Reining war Mitglied der Wiener Staatsoper von 1931 bis 1933 und von 1937 bis 1957. Von 1937 bis 1941 sang sie mit großem Erfolg bei den Salzburger Festspielen, unter anderen unter Arturo Toscanini und 1938 in Die Meistersinger von Nürnberg unter Wilhelm Furtwängler. Reining stand 1944 in der Gottbegnadeten-Liste des Reichsministeriums für Volksaufklärung und Propaganda.
Sie sang vornehmlich Partien von Mozart, Wagner und Richard Strauss. Gastspiele führten sie zu den führenden europäischen Opernhäusern. Unter anderem sang sie an der Covent Garden Oper in London und an der Mailänder Scala.
Maria Reining starb 1991 im niederbayerischen Deggendorf und wurde in einem ehrenhalber gewidmeten Grab auf dem Dornbacher Friedhof in Wien beigesetzt (Gruppe 35, Nummer 132). 
Mit Reining liegen einige Opern-Gesamtaufnahmen vor, u. a. die Arabella (Salzburg 1947 unter Böhm), die Daphne (Wien 1944, Böhm), Ariadne (Wien 1944, Böhm), Leonora (Troubadour) (Reichssenderorchester Stuttgart 1936, Zimmermann), Eva (Salzburg 1937, Toscanini) sowie die Marschallin (Salzburg 1949, Szell; Salzburg 1953, Krauss, Wien 1954 (Studio), Kleiber; Wien 1955, Knappertsbusch).

## Rollen (Auswahl)
| Beethoven: - Leonore im Fidelio Bizet: - Micaëla und Frasquita in Carmen d’Albert: - Antonia in Tiefland - Myrtocle in Die toten Augen Engelbert Humperdinck: - Taumännchen und Sandmännchen in Hänsel und Gretel Korngold: - Juliette in Die tote Stadt Lehár: - Lisa in Das Land des Lächelns Lortzing: - Gretchen in Der Wildschütz Mozart: - Gräfin Almaviva in Le nozze di Figaro - Pamina in Die Zauberflöte Nicolai: - Frau Fluth in Die lustigen Weiber von Windsor Puccini: - Mimi in La Bohème - Titelpartie in Tosca - Titelpartie in Madama Butterfly - Ein Liebespaar in Il trittico - Schwester Genoveva in Suor Angelica - Lauretta in Gianni Schicchi |  | Smetana: - Marie und Esmeralda in Die verkaufte Braut Johann Strauß: - Rosalinde, Felicita und Ida in Die Fledermaus Tschaikowski: - Tatjana in Eugen Onegin Richard Strauss: - Eine der Mägde in Elektra - Feldmarschallin in Der Rosenkavalier - Titelpartie in Ariadne auf Naxos - Titelpartie in Arabella - Titelpartie in Daphne Suppé: - Beatrice und Colombina in Boccaccio Verdi: - Gräfin Ceprano in Rigoletto - Leonora in Der Troubadour - Elisabeth in Don Carlos - Desdemona in Otello Wagner: - Elisabeth im Tannhäuser - Elsa von Brabant in Lohengrin - Eva in Die Meistersinger von Nürnberg - Blumenmädchen in Parsifal Weber: - Titelpartie in Euryanthe |

## Tondokumente (Auswahl)
- Richard Strauss: Arabella, 1947 Salzburger Festspiele – Karl Böhm
Georg Hann (Graf Waldner); Rosette Anday (Adelaide); Maria Reining (Arabella); Lisa della Casa (Zdenka); Hans Hotter (Mandryka); Horst Taubmann (Matteo); Julius Patzak (Graf Elemer); Josef Witt (Graf Dominik); Alfred Poell (Graf Lamoral); Herma Handl (Die Fiakermilli)
Melodram 101 (3 LP); Discocorp RR 525 (3 LP) / DG 445343-2 (3 CD); Melodram 37077 (3 CD)
- Richard Strauss: Der Rosenkavalier, 1954 Decca 25025-D, Wiener Philharmoniker (Dirigent: Erich Kleiber) mit Maria Reining (Feldmarschallin), Sena Jurinac (Octavian), Hilde Güden (Sophie), Ludwig Weber (Ochs) u. a.
- Richard Wagner: Die Meistersinger von Nürnberg, Aufnahme der Salzburger Festspiele 1937, mit Hans Hermann Nissen, Henk Noort, Hermann Wiedemann, Richard Sallaba, Maria Reining, Kerstin Thorborg, Chor der Wiener Staatsoper, Wiener Philharmoniker unter Arturo Toscanini

## Ehrungen
- 1964: Mozartmedaille durch die Mozartgemeinde Wien[2]